# Cervantita
La cervantita és un mineral d'antimoni i oxigen, químicament és un òxid d'antimoni (III) i d'antimoni (V), de fórmula Sb₂O₄, de color groc a blanc, una duresa de 4-5, una densitat de 6,64 g/cm³, cristal·litza en el sistema ortoròmbic. Pertany i dona nom al grup de la cervantita. El seu nom fa referència a la localitat de Cervantes, Província de Lugo, Espanya.
Segons la classificació de Nickel-Strunz, la cervantita pertany a «04.De: Òxids i hidròxids amb proporció Metall:Oxigen = 1:2 i similars amb cations de mida mitjana; amb diversos poliedres» juntament amb els següents minerals: downeyita, koragoita, koechlinita, russellita, tungstibita, tellurita, paratellurita, bismutotantalita, bismutocolumbita, stibiotantalita, stibiocolumbita, clinocervantita i baddeleyita.
Als territoris de parla catalana ha estat descrita a la mina Conchita (Toloriu, Alt Urgell), a la Collada Verda (Pardines, Ripollès) i a la vall de Ribes (Ripollès).